# Robert Garland
Robert S.J. Garland es un filólogo clásico e historiador británico. Actualmente es Roy D. and Margaret B. Wooster Professor of the Classics en la Colgate University en Hamilton, Nueva York.

## Biografía
Robert Garland obtuvo su "B.A. in Classics" en la Manchester University, y posteriormente su "M.A. in Classics" en la McMaster University. Se doctoró en Ancient History en el University College de Londres. Ha sido becario Fulbright Scholar y recibió el George Grote Ancient History Prize. Es profesor en la Colgate University, y ha enseñado en la British School of Archaeology de Atenas.

## Obras
- Garland, Robert 1985 The Greek Way of Death Nueva York: Cornell University Press
- Garland, Robert 1987 The Piraeus Londres: Duckworth
- Garland, Robert 1990 The Greek Way of Life: From Conception to Old Age Nueva York: Cornell University Press
- Garland, Robert 1992 Introducing New Gods: The Politics of Athenian Religion Nueva York: Cornell University Press
- Garland, Robert 1994 Religion and the Greeks Bristol: Bristol Classical Press
- Garland, Robert 1995 The Eye of the Beholder Nueva York: Cornell University Press
- Garland, Robert 1998 Daily Life of the Ancient Greeks Westport (Connecticut): Greenwood Press
- Garland, Robert 2003 Julius Caesar Bristol: Bristol Phoenix Press
- Garland, Robert 2004 Surviving Greek Tragedy Londres: Duckworth
- Garland, Robert 2006 Celebrity in Antiquity: From Media Tarts to Tabloid Queens Londres: Duckworth
- Garland, Robert 2010  Hannibal Bristol: Bristol Classical Press
- Garland, Robert 2013 Ancient Greece: Everyday Life in the Birthplace of Western Civilization Sterling Press
- Garland, Robert 2014 Wandering Greeks: The Ancient Greek Diaspora from the Age of Homer to the Death of Alexander the Great Princeton: Princeton University Press
- Garland, Robert 2017 Athens Burning: The Persian Invasion of Greece and the Evacuation of Attica Baltimore (Maryland): Johns Hopkins University Press